# Intel 4004

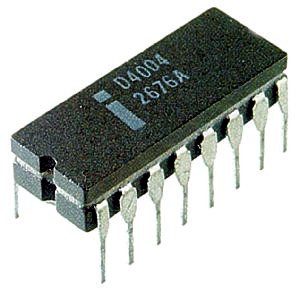
Intel 4004

Az Intel 4004-es egy 4 bites CPU, amit az Intel vállalat adott ki 1971-ben. Ez volt a második teljes, egy lapkára épített CPU (ezt megelőzte a Texas Instruments TMS 1000-es mikrovezérlője), azonban ez volt az első kereskedelmi forgalomba került mikroprocesszor. A 4004-es már a 10 mikrométeres szilíciumkapus PMOS technológiát alkalmazta, és 29000 számítást volt képes elvégezni egy másodperc alatt.

## Története és leírása
„A szilíciumkonstrukció a lényege az első mikroprocesszornak.” – Federico Faggin.
A mikroprocesszorok feltalálása előtt már ismert volt azok architektúrája és logikai terve, az azonban még nem, hogyan kivitelezhető egy mikroprocesszor szilíciumban.
A 4004-es 16 lábú CERDIP tokozásban jelent meg 1971. november 15-én. A 4004-es az Intel első számítógépprocesszora. (A cég korábban félvezető memóriachipeket gyártott.)
A chip fő tervezője Federico Faggin és Ted Hoff volt az Intel részéről, és Sima Maszatosi a Busicomtól. Eredetileg a Japán Busicom cégnek készítették az általuk gyártott számológépekhez. A 4004-eshez egyedi támogató chipek is készültek.
A 4004-es áramköre 2300 tranzisztorból épül fel, és a következő évben az első 8 bites mikroprocesszor követte, a 3300 tranzisztoros 8008-as (és a 4040, az átdolgozott 4004-es). Az Intel negyedik mikroprocesszora, a 8080 indította el  a mikroszámítógépek forradalmát.
2006. november 15-én, az Intel 4004 35 éves évfordulóját az Intel úgy ünnepelte, hogy kiadta a chip vázlatát, az elkészítésének részleteit, és a felhasználói kézikönyvet.

## Technikai részletek
- Maximális órajel: 740 kHz.

Az Intel 4004 szerkezeti vázlata

Intel 4004 DIP tokozású chip lábkiosztása

- 4 bites BCD aritmetikát támogató ALU
- Utasításciklus: 10,8 µs[1] (8 órajelciklus / utasításciklus)
- Utasítás-végrehajtás ideje: 1 vagy 2 utasításciklus (10,8 illetve 21,6 µs), 46300–92600 utasítás másodpercenként.
- Különálló program- és adattárolók. A Harvard architektúrával ellentétben, amelyben az adatok és a programkód külön buszokon közlekednek, a 4004-esben a kivezetések számának alacsonyan tartása érdekében egyetlen multiplexelt 4 bites buszt alkalmaztak az alábbi adatok átvitelére:
  - 12 bites címek
  - 8 bites utasítások
  - 4 bites adatszavak
- Utasításkészlete 46 utasítást tartalmaz (41 db 8 bites, 5 db 16 bites).
- Regiszterkészlete 16 regisztert tartalmaz, 4 bites mind.
- Belső függvényverme 3 szint mély.

## Kiegészítő chipek
- 4001: 256 byte ROM, és egy beépített 4 bites I/O kapu.
- 4002: 40 byte RAM, és egy beépített 4 bites output kapu. A chip RAM része 4 regiszterbe szerveződött, amely 20 darab 4 bites szóra tagolódik:
  - 16 adatszóra
  - 4 státuszszóra
- 4003: 10 bites párhuzamos output léptető regiszter, a billentyűzet, nyomtató stb. vizsgálatára.
- 4008: 8 bites cím retesz az alapvető memória chipekhez való hozzáféréshez, és egy beépített 4 bites chipválasztó és I/O kapu.
- 4009: Program- és I/O hozzáférés-konverter az standard memória és I/O chipekhez.

## Gyűjtők
Az Intel 4004 egyike a világ legkeresettebb gyűjthető / antik chipjeinek. A 4004-es a nagy értékű chipek családjába tartozik. 2005-ben a hasonló chipek ára az 1000 dolláros összeget is elérte az eBayen. A kevésbé értékes darabok árai 300 és 500 dollár között vannak.

## Érdekességek
- Az Intel 4004-ről azt mondták, hogy az ENIAC-hoz, az 1946-os szuperszámítógéphez hasonló, amely 27 tonnát nyomott és 167 m²-nyi területet[2] foglalt el – tehát az ENIAC kb. tizennégymilliószor akkora területet foglalt, mint a 4004, annak 12 mm²-es[3] lapkaméretével összehasonlítva.
- Egy legenda szerint a Pioneer–10 űrszondában, amely az első volt, ami sikeresen elhagyta a Naprendszert, Intel 4004-es mikroprocesszort használtak. Dr. Larry Lasher az Ames Research Center-től azt nyilatkozta, hogy a Pioneer fejlesztő gárdája valóban kiértékelte a 4004-est, de „túlságosan újszerű volt abban az időpontban, hogy beletervezzék az egyik Pioneer projektbe”.